# Alberto Nisman

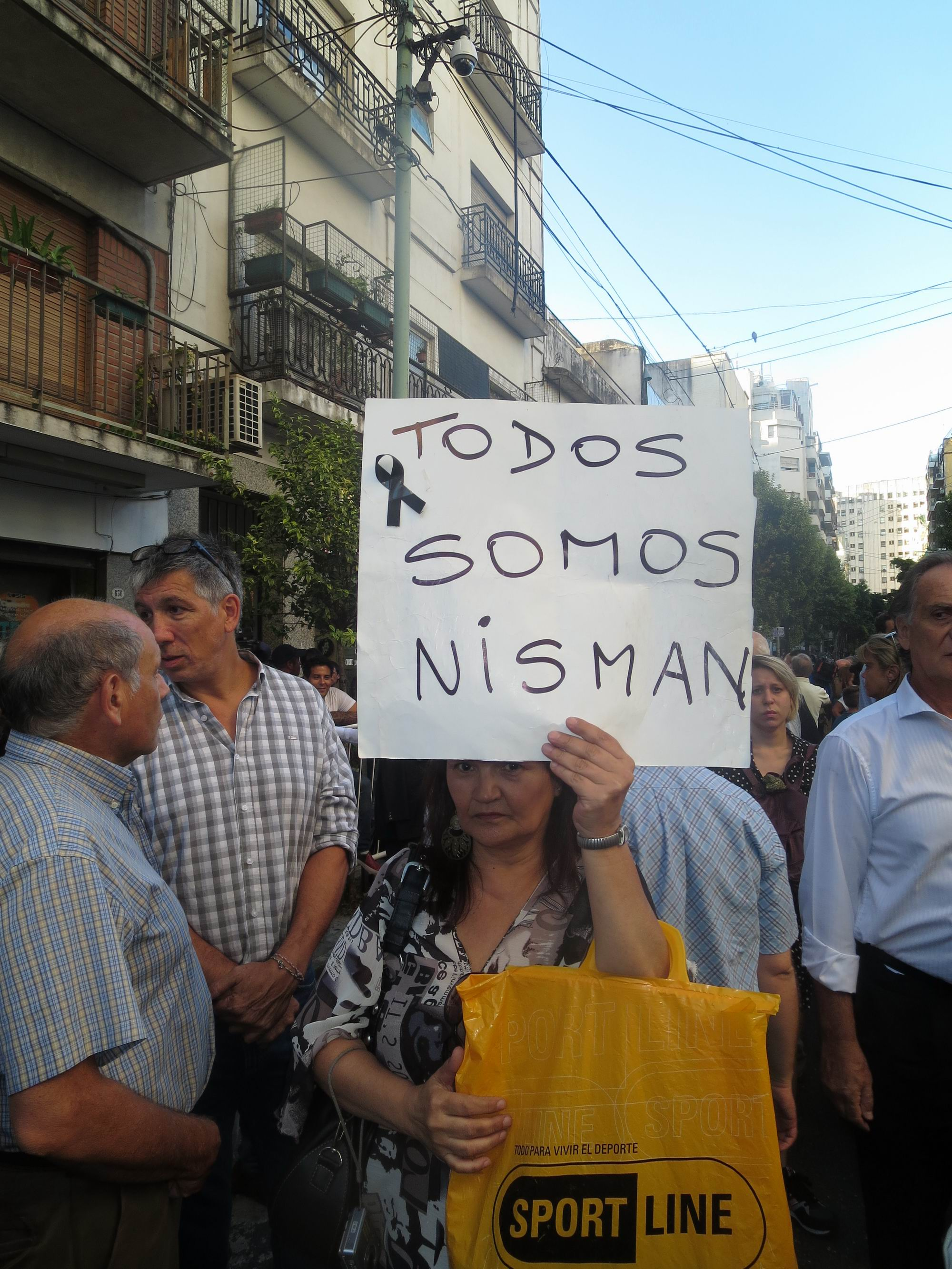
Manifestation en hommage à Nisman : l'écriteau dit « Todos somos Nisman », ce qui se traduit par « Nous sommes tous Nisman ».

Alberto Nisman est un procureur argentin, mort pendant l'enquête qu'il dirigeait sur l'attentat de Buenos Aires en 1994. Né le 5 décembre 1963 à Buenos Aires, il est mort dans cette même ville le 18 janvier 2015.

## Biographie
Alberto Nisman a commencé sa carrière dans la fonction publique en tant que fonctionnaire de l'administration fiscale argentine. Il s'est ensuite spécialisé dans les mouvements financiers frauduleux, voire mafieux.
Devenu procureur, il a enquêté sur de nombreuses affaires politico-financières sensibles, et notamment sur les activités de Cristina Kirchner, soupçonnée d'avoir entravé l'enquête concernant l'attentat de Buenos Aires en 1994. Le 18 juillet 1994, une association juive, l'Association mutuelle israélite argentine (AMIA) à Buenos Aires a subi une attaque terroriste à la voiture piégée qui a complètement détruit le bâtiment où siégeait l'association, faisant 85 morts et des centaines de blessés. Cet attentat est l'attaque la plus meurtrière contre les Juifs depuis la Seconde Guerre mondiale. La communauté juive en Argentine est la plus importante en Amérique latine et la cinquième en nombre dans le monde.
Nisman dirige une section spécifique du Parquet national argentin à partir de 2004 à ce sujet. Il a orienté l'enquête vers la piste iranienne, reliant la responsabilité de l'attaque avec des représentants de la République islamique d'Iran et le Hezbollah libanais. Le gouvernement de Kirchner persistait à nier la responsabilité des Iraniens,.La présidente soutenait la piste syrienne.
Le 25 octobre 2006, la justice argentine, après des années d'instruction de l'affaire, a formellement accusé le gouvernement iranien de la planification de l'attaque et le Hezbollah de l'avoir exécutée,,,,. La justice argentine a ordonné l'arrestation de sept anciens responsables iraniens,,.
Le 7 novembre 2007, Interpol a délivré un mandat d'arrêt international pour capturer cinq des suspects iraniens et les traduire en justice,. Depuis, le gouvernement argentin a demandé à l'Iran d'extrader ses citoyens accusés de l'attaque afin qu'ils soient jugés par un tribunal argentin ou étranger mais l'Iran a refusé de les extrader,
En 2009, la présidente argentine Cristina Fernandez de Kirchner a demandé à l'Iran, dans un discours à l'ONU, d'extrader ses ressortissants soupçonnés d'être impliqués dans l'attentat. Néanmoins, en 2013, Cristina Kirchner a annoncé que le ministre argentin des Affaires étrangères avait signé un accord avec le gouvernement de Mahmoud Ahmadinejad, l'existence a été initialement niée par le gouvernement, pour "coopérer avec l'enquête" et pour décider que le juge du procès et le procureur Alberto Nisman pourraient interroger des suspects iraniens en Iran,,,. Les organisations juives ont exprimé leur inquiétude que la conséquence de ce mémorandum était que l'Argentine a levé les mandats d'arrêt internationaux émis par Interpol,, Le mémorandum a été rejeté par une grande partie de la société pour être considéré comme inconstitutionnel, contraire aux lois argentines, une atteinte à la souveraineté nationale et un recul dans l'enquête judiciaire. Interpol avait décidé que les preuves accumulées dans le long dossier par la justice argentine étaient suffisantes et adéquates pour demander les arrestations internationales des accusés.
Le 14 janvier 2015, le procureur Alberto Nisman a accusé Cristina Fernández de Kirchner d'avoir "décidé, négocié et organisé l'impunité des fugitifs iraniens dans l'affaire de l'AMIA dans le but de fabriquer l'innocence de l'Iran",,,,.
Le 19 janvier 2015, la veille d'une audition officielle par la commission spéciale de la chambre des députés, quelques heures avant de se présenter devant le Congrès pour donner des détails sur sa plainte contre la présidente de l'époque, Nisman a été retrouvé mort à son domicile, une balle dans la tête.

## Après sa mort

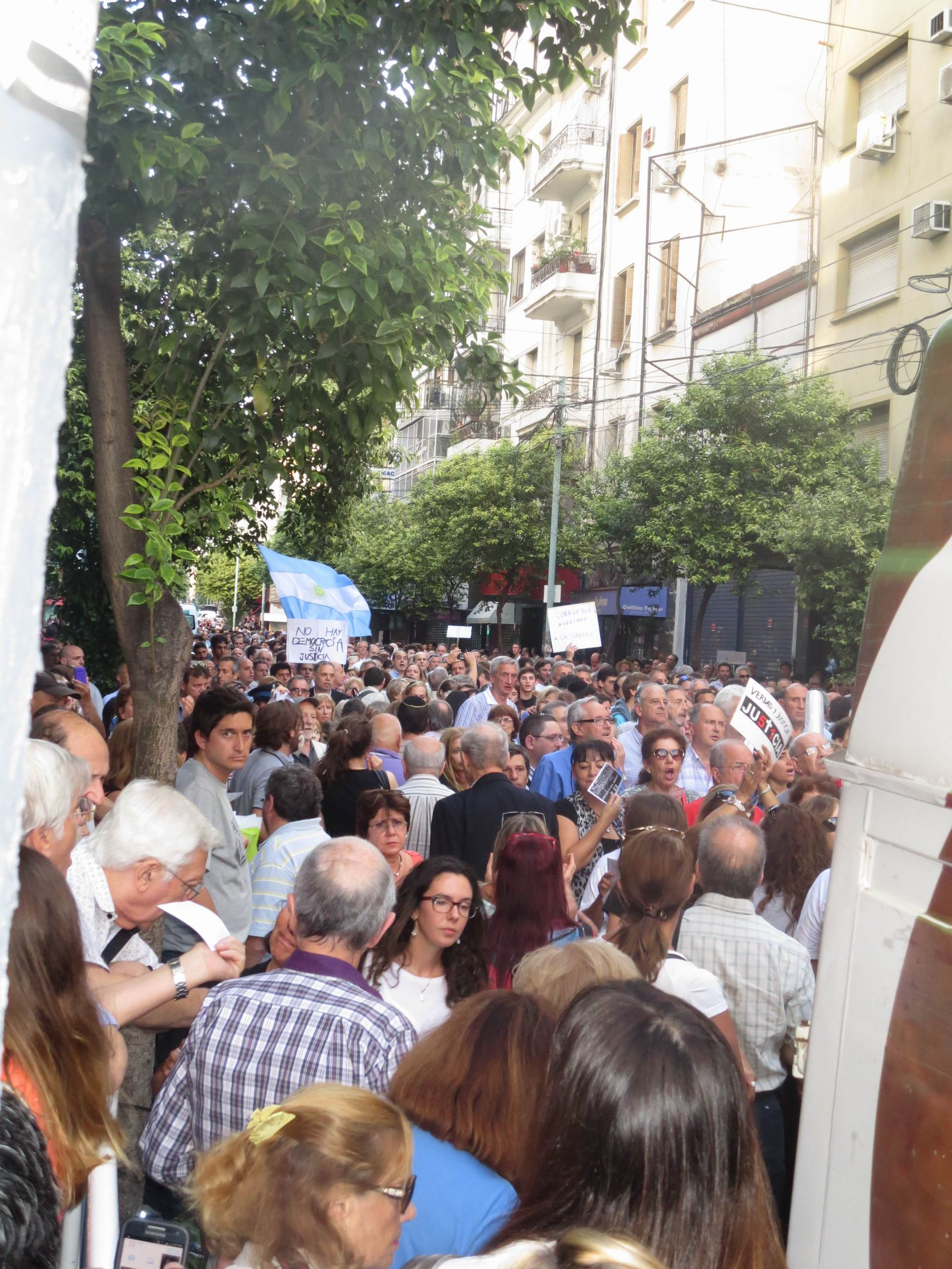
Manifestation en mémoire du procureur.

Après sa mort, des manifestations ont lieu dans plusieurs régions du pays pour réclamer justice et demander des éclaircissements sur la cause de la mort,,,. Le 4 février 2015, 2 000 personnes défilent à Buenos Aires pour exiger la constitution d'une commission d'enquête parlementaire sur son décès. « On ne sait pas si Nisman s'est suicidé ou si on l'a suicidé », dit le Prix Nobel de la paix 1980 Adolfo Pérez Esquivel. Le 18 février 2015, un mois après sa mort, de grandes manifestations ont lieu en sa mémoire, toujours acccompagnées de cette demande d'enquête,,,.
La thèse du suicide a d'abord été avancée car son corps est trouvé derrière la porte de la salle de bain, un pistolet Bersa .22 Long Rifle à son côté.
Néanmoins, des soupçons d'assassinat politique sont émis car il avait reçu de nombreuses menaces anonymes contre sa vie et contre celle de sa famille.
Nisman bénéficiait d'une protection permanente de 10 policiers en raison des menaces constantes reçues pour son travail, mais au moment de sa mort, aucun des gardes n'étaient à leur poste de travail. Les policiers chargés de sa protection ont présenté des déclarations contradictoires et antagonistes devant la justice, par conséquent, ils ont perdu leur emploi pour avoir laissé la zone sans surveillance.
Une plainte est déposée à l'encontre de la présidente au sujet de cette affaire mais elle est d'abord rejetée par le juge Rafecas. En décembre 2016, la Cour de cassation fédérale ordonne de mener une enquête pour dissimulation et trahison contre Cristina Fernandez de Kirchner.
En 2017, les policiers gardes du corps ont été inculpés pour non-respect des devoirs de fonctionnaire public et pour complicité de meurtre.
En 2017, une commission interdisciplinaire de la Gendarmerie Nationale argentine a été créée car elle était considérée comme neutre, n'ayant pas été impliquée dans l'enquête précédente. Les experts de la commission ont conclu que sa mort était due à un assassinat,.En 2017, un juge argentin, Julian Ercolini, conclut qu'il existe suffisamment de preuves pour affirmer que la mort de Nisman est un assassinat et non pas un suicide.
Le nouveau rapport conclut que les agresseurs ont tenté de simuler un suicide. Les experts ont découvert que la cloison nasale de Nisman était fracturée. Il avait subi des coups à la hanche et dans d'autres parties du corps. De la kétamine, un anesthésique, a été retrouvée dans son corps et aucune trace de poudre n'a été trouvée sur ses mains. Le juge Ercolini a jugé en première instance que Nisman avait été assassiné,. Cette décision est confirmée par la Cour d'appel fédérale.
Après l'appel, en 2018, la Cour fédérale d'Argentine a confirmé, en deuxième instance, l'hypothèse selon laquelle Nisman a été assassiné d'une balle dans la tête,.
Le jugement de la Chambre II de la Cour d'appel stipule que Nisman a été assassiné d'une balle dans la tête en conséquence de sa plainte pour dissimulation de l'attentat contre l'AMIA,.
La justice argentine a affirmé avoir prouvé prima facie qu'il avait été assassiné d'une balle dans la tête,.
En 2023, en deuxième instance, la Cour fédérale de cassation a annulé l'acquittement dont Cristina Fernández de Kirchner avait bénéficié et a ordonné qu'elle soit jugée pour la prétendue dissimulation que lui reprochait Alberto Nisman dans le cadre du mémorandum d'entente entre l'Argentine et l'Iran,
En avril 2024, 30 ans après l'attentat, la justice argentine donne raison à Nisman et confirme que le gouvernement iranien était l'auteur intellectuel de l'attentat et qu'il avait donné l'ordre de le perpétrer. La Cour de cassation pénale a établi que l'Iran avait organisé le massacre et l'a qualifié de crime contre l'humanité. Les juges de deuxième instance ont statué que l'attentat répondait à un dessein politique et stratégique de l'Iran, qui aurait été exécuté par l'organisation terroriste du Hezbollah,
Un documentaire du Britannique Justin Webster diffusé sur Netflix en exclusivité pour l’Argentine vient renforcer les soupçons de règlement de comptes politique. Le documentaire met en avant la personnalité d'Antonio Jaime Stiuso, homme fort des services de renseignement pendant plus de quatre décennies jusqu'à son éviction par la présidente Cristina Fernandez de Kirchner, et connu comme ayant été le principal informateur de Nisman. D'après l'expert sollicité par le journaliste, la disposition du sang au sol exclut que Nisman n’ait pas été seul au moment où la balle a été tirée.
Le documentaire de Justin Webster s'achève sur l'inculpation, en 2019, de Diego Lagomarsino pour complicité du meurtre du procureur Nisman. C'est Lagomarsino, informaticien du procureur, qui a fourni l'arme retrouvée dans la salle de bain d'Alberto Nisman. Il confirme « avoir commis une erreur en la lui remettant » mais jure n'être en rien mêlé à sa mort